# Commandos
Commandos es una serie de videojuegos de táctica en tiempo real disponible para las plataformas Macintosh y Windows. Su primera versión, Commandos: Behind Enemy Lines, fue sacada al mercado en junio de 1998, desarrollado por la empresa española Pyro Studios y publicado por Eidos Interactive. El objeto del juego es dirigir un grupo de comandos militares a lo largo de varios escenarios en un ambiente de la Segunda Guerra Mundial. La vista del juego es de modo omnipresente (aérea) permitiendo al jugador visualizar la totalidad del campo al mismo tiempo, mientras que la última versión del juego, Commandos: Strike Force, tiene una vista subjetiva (el jugador ve lo que vería el personaje que utiliza).
Cada personaje es único en su especialización (espía, zapador, francotirador, etc.) y posee una única habilidad personal (conducción de vehículos, camuflaje, capacidad de disfrazarse, etc.) según su equipo y conocimientos. Un solo personaje no podría finalizar las misiones, solo se puede avanzar como grupo.
El escenario es lineal pero cada misión está descrita de manera exhaustiva gracias a un amplio número de fotos y vídeos de los objetivos que se presenta al inicio de cada misión. Posteriormente, al inicio de la fase de juego, se muestra una vista aérea de la zona de juego y se detallan los menores detalles a tener en cuenta. Se puede observar los movimientos del enemigo y su campo de visión. Desde este punto (en pleno juego) se puede planear una estrategia y finalmente pasar a la acción.
A pesar de que las primeras misiones son simples, estas sirven de práctica puesto que a medida que se avanza, la estrategia requerida se vuelve bastante compleja y se necesita la ayuda de sincronización de actividades entre los comandos, lo que junto con la planificación de la estrategia, es la parte de mayor reto del juego.
Con un coste de desarrollo de 900.000 € en 1998 (Commandos: Behind Enemy Lines), sobre 6 millones de € en 2001 (Commandos 2: Men of Courage) y 9 millones de € en 2006 (Commandos: Strike Force), el juego fue el primero de su estilo (infiltración por medio de varias unidades en una vista aérea) por lo cual creó un estilo de videojuegos y desde entonces varios juegos que salen se rotulan como "Estilo Commandos" (Commandos like).

## "Serie de Juegos"
La serie Commandos consta de cinco juegos descritos así:
- Commandos: Behind Enemy Lines (Commandos: Detrás de las líneas enemigas)
- Commandos: Beyond The Call Of Duty (Commandos: Más allá del deber)
- Commandos 2: Men of Courage (Commandos 2: Hombres de Coraje)
- Commandos 3: Destination Berlin (Commandos 3: Destino Berlín)
- Commandos: Strike Force (Commandos: Fuerza de ataque)
- Commandos: Origins (Commandos: Orígenes)

### Commandos: Behind Enemy Lines
Commandos: Behind The Enemy Lines salió al mercado el 31 de julio de 1998. Publicado por Eidos Interactive, y desarrollado por Pyro Studios, fue el primer juego de la serie Commandos. Contiene 20 misiones que suceden en Noruega, el Norte de África, Normandía y los mismísimos territorios del Reich. Los gráficos son de alta definición (alta renderización) y las misiones son nostálgicamente reminiscentes de algunas películas o novelas de Hollywood. La combinación de estos componentes lo hacen extremadamente difícil.

### Commandos: Beyond The Call Of Duty
Commandos: Beyond the Call of Duty, es un conjunto de nuevas misiones para los comandos que puede ser ejecutado como juego independiente (no requiere el juego principal). Fue publicado el 31 de marzo de 1999.  Consiste en ocho misiones que, a pesar de ser mucho más corto, es bastante más difícil que su predecesor. Las acciones del juego se realizan en Yugoslavia y la isla de Creta. En este juego se agregan más "armas" para los comandos, entre otros tipos de elementos personales: la piedra y el paquete de cigarrillos como distracciones, el cloroformo (espía), las esposas (boina verde y espía), el control sobre soldados rehenes, el uso del rifle de soldados enemigos (espía) y la habilidad de noquear a los enemigos (boina verde y conductor). Además puede visualizarse en su última misión la presencia de: 1) un nuevo integrante con los comandos, Natasha, el "enlace holandés", cuyo papel en dicha misión es muy similar a la del espía en misiones anteriores; y 2) la policía secreta de Hitler, Gestapo, los cuales son capaces de identificar al enlace holandés como tal.

### Commandos 2: Men Of Courage
Una secuela completa, lanzada en 2001, fue diseñada con un motor 3D, escenarios más interactivos, más habilidades para los comandos, y nuevos personajes. Como su predecesor, se parecía a varias películas bélicas, como se muestra en los nombres de los niveles como "El puente sobre el río Kwai" y "Salvar al soldado Smith". El juego recibió incluso más halagos que su predecesor, y se vendió bien en Estados Unidos y Europa. Las mejoras respecto a los personajes del juego incluyen la habilidad de mover cuerpos, manejar explosivos, y permitir a todos los personajes conducir vehículos (allanando el camino para la expulsión del conductor de la saga en la siguiente entrega).

### Commandos 3: Destination Berlin
Esta es la tercera parte de la saga y salió al mercado en octubre de 2003. En este juego la rueda del ratón se podía usar para rotar la cámara. Fue el primero de las saga en usar un verdadero entorno 3D. Con un aspecto similar al juego anterior de la saga, una extravagante banda sonora y excelente calidad gráfica, promete atrapar al jugador. Se podría considerar como la suma del primer y segundo juego, dado que este posee todas las actualizaciones y se tomaron en cuenta los comentarios de los jugadores respecto a las anteriores ediciones.

### Commandos: Strike Force
Lanzado durante los primeros meses de 2006, este juego cambia respecto al modo de juego de los tres primeros juegos. Aunque las misiones son del mismo estilo (varios objetivos diferentes, algunos se alcanzan de forma sigilosa, otras con el uso de la fuerza) y en la mayoría de ocasiones se permite al jugador cambiar entre diferentes personajes, éste es el primer juego de la saga en aplicar una perspectiva en primera persona, como muchos otros juegos basados en la Segunda Guerra Mundial, en contraste con la vista aérea de los anteriores juegos. De ahí que el videojuego sea más similar a Medal of Honor o Call of Duty que a las anteriores entregas.
El juego provocó comentarios negativos, especialmente de los fanes de los anteriores juegos, que piensan que es demasiado fácil (los anteriores juegos tenían fama de ser muy difíciles), demasiado similar a otros juegos de acción en primera persona y que su modo de juego, más orientado a la acción, tiene poco que ver con los anteriores títulos.
Por otra parte, hay una minoría de usuarios que creen que el juego es más accesible y mejor visualmente que los anteriores títulos.

### Commandos: Origins
Una secuela fue anunciada el 5 de octubre de 2023; será desarrollada por Claymore Game Studios y distribuida por Kalypso Media. Para las plataformas: Playstation 5, Xbox Series, y PC en 2025.

## Personajes

### Butcher (boina verde)
- Nombre real: Jack O'Hara
- Fecha de nacimiento: 10 de octubre de 1909
- Lugar de nacimiento: Dublín, Irlanda

Campeón de boxeo de 1934 a 1937, fue sentenciado a 14 años de trabajos forzados por una corte militar en 1938 después de golpear a un oficial. De origen irlandés, su sentencia fue suspendida cuando se unió a los comandos. Fue promovido a Sargento, después del ataque en la isla de Vaagsö donde, herido en un brazo durante el ataque, se separó de su unidad y sin munición alguna penetró un búnker y eliminó a 16 soldados enemigos antes de volver a las filas aliadas.

### Duke (francotirador)
- Nombre real: Sir Francis T. Woolridge
- Fecha de nacimiento: 21 de marzo de 1909
- Lugar de nacimiento: Sheffield, Inglaterra

Descendiente de familia noble. En Berlín 1936 gana la medalla de oro olímpica en la modalidad de tiro. En 1937 se enrola en la armada y entre 1937 y 1939 es destinado a la India, donde se deja ver como un gran observador. En 1940 se une a los Commandos. Es galardonado con una medalla de mérito militar cuando mata al comandante de la guardia alemana destinada en Narvik con un solo tiro desde una distancia de más de una milla. Es considerado uno de los mejores francotiradores del mundo.

### Fins (marine)
- Nombre real: James Blackwood
- Fecha de nacimiento: 3 de agosto de 1911
- Lugar de nacimiento: Melbourne, Australia

Estudiante de Oxford en Ingeniería Naval. Fue miembro del equipo de la universidad con el que ganó la famosa regata entre Oxford y Cambridge durante tres años consecutivos. Es un gran nadador y fue la primera persona en cruzar el Canal de la Mancha por una apuesta. En 1935 se alista en la Marina de Inglaterra. Fue ascendido a capitán en 1936 y fue degradado a sargento dos años después, debido a un 'incidente' durante un pequeño descanso en Hawái. Por esos problemas el alto mando le dio la opción de ser expulsado de la Marina o entrar en el cuerpo de Commandos como un soldado raso, que fue lo que al final eligió.

### Fireman (zapador)
- Nombre real: Thomas Hancock
- Fecha de nacimiento: 14 de enero de 1911
- Lugar de nacimiento: Liverpool, Inglaterra

Comenzó a trabajar como bombero en Liverpool en 1933. En 1934 entró en el departamento de explosivos de alto riesgo. Cinco años después se alistó en la marina y al año siguiente ya se había presentado voluntario para formar parte de los comandos. En el asalto a St. Nazarine, fue el causante de las explosiones que causaron un montón de bajas alemanas y que dejaron las instalaciones destruidas. Fue capturado y tras dos meses y cuatro intentos, consiguió escapar y volver a Inglaterra.

### Brooklyn (conductor)
- Nombre real: Samuel Brooklyn
- Fecha de nacimiento: 4 de abril de 1923
- Lugar de nacimiento: Brooklyn, Estados Unidos

Brooklyn es en realidad un exconvicto, con fuerte acento del sur de los Estados Unidos. Fue acusado de robos, hurtos y crímenes similares en 1937. Antes de recibir su sentencia logró escapar a Inglaterra para comenzar de nuevo con una nueva identidad. Desde ese momento se lo conoce como Sid Perkins. Tan pronto Estados Unidos localizó a Perkins, éste se alistó en el ejército británico. Dos años después colaboraba con los organismos militares locales en la prueba de vehículos y armas robadas al enemigo. Impresionado por su conocimiento y habilidad, Paddy Maine alistó a Sid en los Comandos en 1941. En sus primeras misiones destruyó ocho cazas alemanes con una ametralladora de vehículo y, luego de quedarse sin munición, destruyó cuatro más chocando con su jeep en ellos. Los superiores de Sid no dudaron en colocarlo en lo mejor de lo mejor de misiones encubiertas.

### Frenchy (espía)
- Nombre real: René Duchamp
- Fecha de nacimiento: 20 de noviembre de 1905
- Lugar de nacimiento: Lyon, Francia

En 1934 Duchamp se unió al servicio secreto francés y entre 1935 y 1938 fue el jefe de seguridad en la embajada francesa en Berlín. Después de la invasión alemana de 1940 se unió a la Resistencia. Poco tiempo después fue contactado por los Comandos para usar sus habilidades de sabotaje e infiltración en el exclusivo grupo. Desde ese momento ha colaborado frecuentemente con ellos en operaciones especiales, participando en numerosos sabotajes, haciéndolo responsable de la destrucción de al menos tres trenes, catorce tanques y más de otros cincuenta vehículos terrestres. Su información sobre las tropas alemanas fue esencial para el servicio secreto británico. Durante años sus datos estuvieron clasificados.

### Lips (mujer espía)
- Nombre real: Natasha Van Der Zand
- Fecha de nacimiento: 21 de abril de 1925
- Lugar de nacimiento: Ámsterdam, Holanda

"Lips" es una mujer seductora que hace de contacto en el lugar de ataque, cuya primera aparición fue en Commandos: Beyond The Call Of Duty. 
La principal habilidad de Natasha es la distracción, lo que hace gracias a una combinación de su gran carisma natural, la forma de vestir sexy y su lápiz labial. Puede usar un rifle de francotirador con mucha efectividad y caminar libremente por el campamento enemigo, aunque será detectada si es vista por un comandante enemigo.